# Гаврилко Олена Порфирівна
Олена Порфирівна Гаврилко (з дому Гордієвська; 8 лютого 1890, с. Шульганівка, нині Україна — 5 травня 1967, м. Львів) — українська художниця, педагог, громадська діячка. Дружина Михайла Гаврилка.

## Життєпис

Один з трьох образів картини «Віра, Надія, Любов»

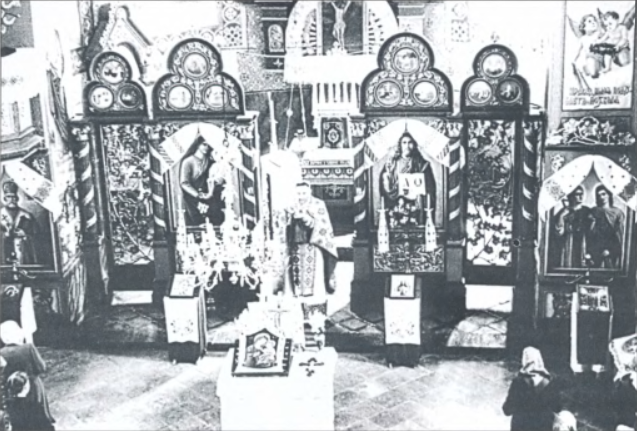
Вівтар церкви святих безсрібників Косми і Даміана в с. Шманьківці, образи до якого намалювала Олена Гаврилко

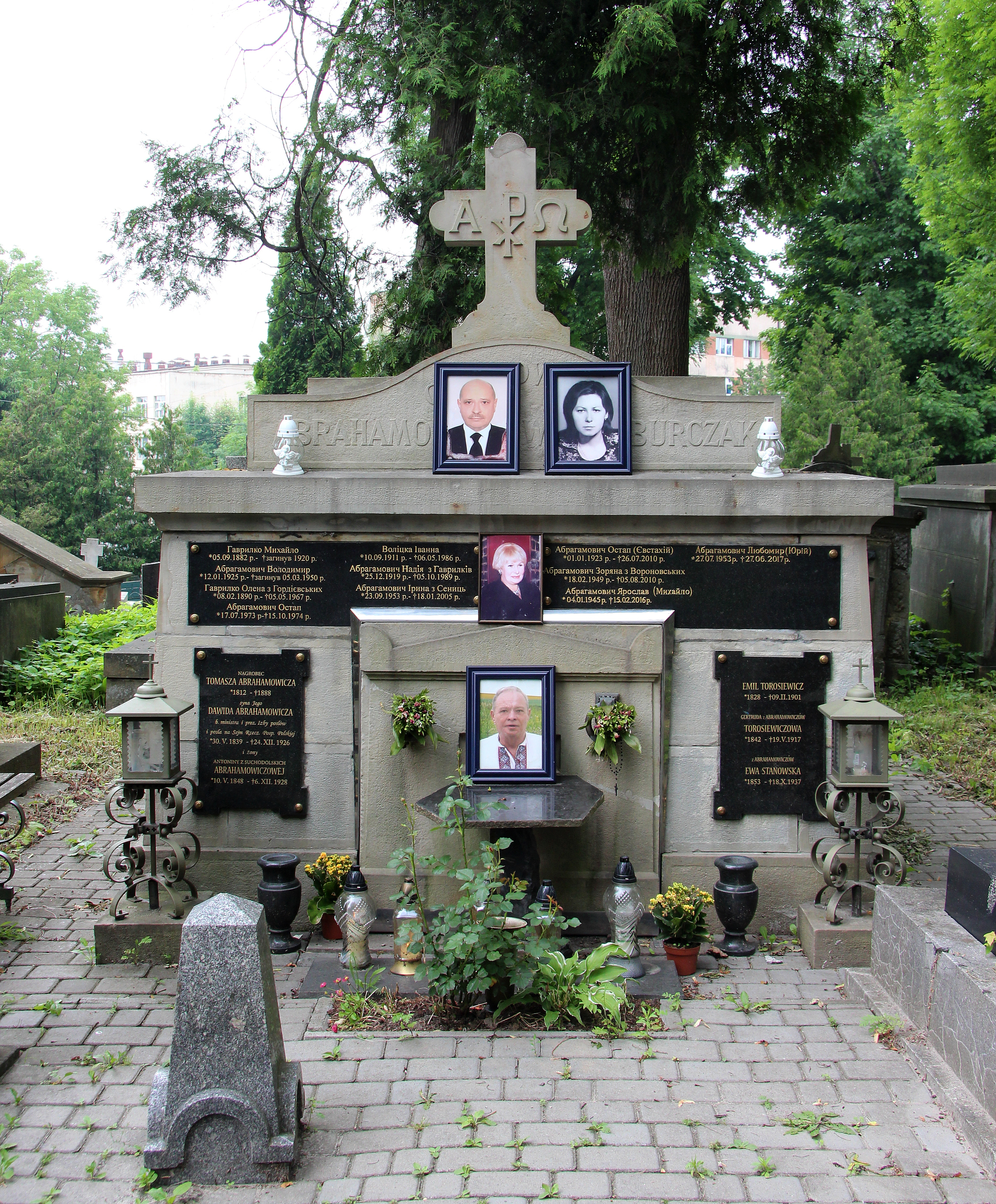
Гробовець на Личаківському кладовищі, де вона похована разом із родичами

Олена Гаврилко народилася 8 лютого 1890 року в селі Шульганівці, нині Нагірянської громади Чортківського району Тернопільської области в українській сім'ї о. Порфирія Гордієвського, рід якого походив від козацького полковника Гордієнка, що поселився в Галичині після знищення «Січі». Прізвище потім змінили на галицький кшталт — Гордієвський. Матері Олени Гордієвської, Богдана Лепкого та Соломії Крушельницької були рідними сестрами.
У 1911 році в Шманьківцях в околиці Чорткова якийсь час перебував художник, який намалював три образи — Віри, Надії та Любові. За кілька місяців повернувшись, побачив у вітальні о. Порфирія Гордієвського три образи, писані олією. Священник відповів, що ці копії зробила його дочка Олена. Художник надзвичайно був здивований і сказав, що дівчині необхідно вчитися малярства, але мати Михайлина, була категорично проти. Її ледь умовив брат о. Порфирія, о. Іван Гордієвський, у той час митрат Станиславівський.
Навчалася в семикласній школі Бенедиктинок у Львові. Закінчила Краківську академію мистецтв.
1924 року у вчительській семінарії в Тернополі склала іспит на вчителя ручної праці, а в 1928 році — у Краківській академії мистецтв — іспит із рисунку як предмету навчання.
У 1922—1930 роках була вчителькою рисунків у Тернопільській українські гімназії й одночасно рисунків та ручної праці в Тернопільській гімназії «Рідної школи», а в 1930—1939 роках, крім згаданих предметів, вчила там ще й співів.
У 1939 році тікаючи разом з родиною від Червоної армії, опинилася в Кракові. Митрополит Андрей Шептицький допоміг оформити документи на виїзд у США, але вона повернулася до Львова.
1940 року переїхала до Львова, працювала художником-учителем у педагогічній школі та художньому училищі. Учителювала й під час німецької окупації. Після війни до виходу на пенсію працювала викладачем-художником у медичному училищі.
Померла 5 травня 1967 року у Львові. Похоронена в родинному гробівці на Личаківському цвинтарі.

### Громадська діяльність
Брала активну участь у Марійській дружині, товаристві «Бесіда» та вишколюванні молодих дівчат на різних курсах, влаштовуваних заходами «Рідної школи», а також у громадському культурному житті.
До першого приходу більшовиків на Західну Україну опікувалися сиротинцями. Взяла із сиротинця на виховання Іванку Воліцьку та Марію Петришин (нар. 1912).

## Творчість
Малювала пейзажі, натюрморти та портрети. У післявоєнний час вишивала подушки, рушники, гардини, сорочки, блузи, серветки, одяг для священників.
Розписувала й українські храми. У Тернополі, у церкві оо. редемптористів, зберігся її роботи іконостас.
В її онука Любомира Абрагамовича зберігається незакінчений образ «Циганська Матір Божа».

## Родина
1912 року Михайло Гаврилко виліпив погруддя Олени Гордієвської, з якою одружився 23 вересня 1917 року; вінчання відбулося в церкві Успіння Пресвятої Богородиці в с. Пісочній Стрийського району. Виховували двох доньок — Любов-Світлану (нар. 1918) та Надію-Оксану (нар. 1919).